# Teasing Georgia (Rose)
Die Rosensorte Teasing Georgia, syn. 'AUSbaker' ist eine intensiv gelb gefärbte sogenannte -Englische Rose, die von David Austin 1998 eingeführt wurde. Sie ist ein Abkömmling der von David Austin 1975 ebenfalls gezüchteten Rose Charles Austin. Benannt wurde sie nach der deutschen Journalistin Georgia Tornow. Der Fernsehjournalist und Moderator Ulrich Meyer, mit dem sie seit 1995 verheiratet ist, schenkte ihr die neugezüchtete Rose zum 50. Geburtstag.

## Ausbildung
Die schalenförmigen, geviertelt gefüllten Blütenrosetten duften teerosenartig. Die inneren Blütenblätter bilden eine intensiv zitronen- bis honiggelb gefärbte Blütenschale, während die randlichen Blätter nur blassgelb gefärbt sind. Später verblassen die Farben zu Rosa, Crème und Blassgelb.
Die bis zu 9 cm großen Blüten treten in kleinen Büscheln an leicht überhängenden Zweigen auf.
Die 'Teasing Georgia' bildet einen kräftigen, buschigen Strauch. In mitteleuropäischen Breiten wird die Rose etwa 1,20 m hoch und 1 m breit und eignet sich auch als Kletterrose an einem Spalier oder Rosenbogen.
Die öfterblühende Strauchrose ist winterhart und widerstandskräftig gegen Krankheiten.
Die elegante Strauchrose eignet sich zur Bepflanzung von Bauerngärten, formalen Gärten sowie Blumenrabatten.

## Auszeichnungen
Bei der Rosenneuheitenprüfung der Royal National Rose Society erhielt die Rose im Jahr 2000 die Henry-Edland-Medaille für die beste Duftrose., außerdem wurde sie 2012 mit dem Royal Horticultural Society’s Award of Garden Merit ausgezeichnet.